# Хектор, Хьютан
Хьютан Керин Вон Хектор (англ. Hughtun Kerin Vaugn Hector; род. 16 октября 1984, Пойнт-Фортин, Тринидад и Тобаго) — тринидадский футболист, полузащитник клуба «Клаб Сандо» и сборной Тринидада и Тобаго.

## Биография
Воспитанник клуба «Дабл-Ю Коннекшн». В этой команде он начал свою профессиональную карьеру. Достаточно быстро ему удалось стать одним из лучших полузащитников страны. В 2009 году вместе со своей командой Хектор выиграл Клубный чемпионат Карибского футбольного союза. В этом же году он стал вызываться в национальной сборной. Дебют в «сока уорриорз» состоялся 14 октября в матче отборочного турнира к ЧМ-2010 в ЮАР против сборной Мексики.
С 2011 по 2015 годы выступал в чемпионате Вьетнама.

## Достижения
Клубные
«Дабл-Ю Коннекшн»
- Карибский клубный чемпионат (1): 2009
- Кубок Тринидада и Тобаго (1): 2017

«Сонглам Нгеан»
- Чемпионат Вьетнама (1): 2011